# Asteas
Asteas (activo entre 350 y 320 a. C. en Paestum, en el sur de Italia) fue uno de los pintores de vasos griegos más activos en la Magna Grecia, un seguidor del estilo de figuras rojas. Fue uno de los principales representantes de la cerámica paestana. Dirigía un gran taller que producía principalmente hidrias y cráteras. Pintó sobre todo escenas mitológicas y teatrales. Es uno de los pocos pintores de vasos de las colonias griegas cuyo nombre ha llegado hasta nosotros.

## Selección de obras
- Antikensammlung Berlin

Crátera de cáliz F 3044 
- Kassel, Staatliche Museen

Escifo
- Malibú, Museo Getty

Crátera de cáliz 81.AE.78 (2006 sla Fonds aus einer Raubgrabung un Italien zurückgegeben) 
- París, Museo del Louvre

Lecánide K 570 
- Tampa, Tampa Museum of Art

Hidria 89.98 

## Galería

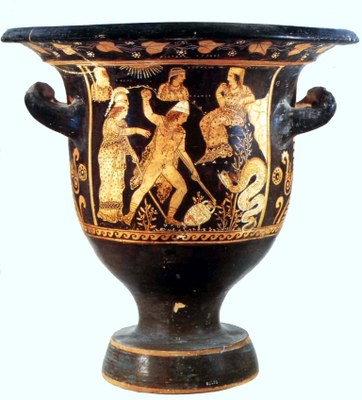
Crátera del Museo Arqueológico de Nápoles.
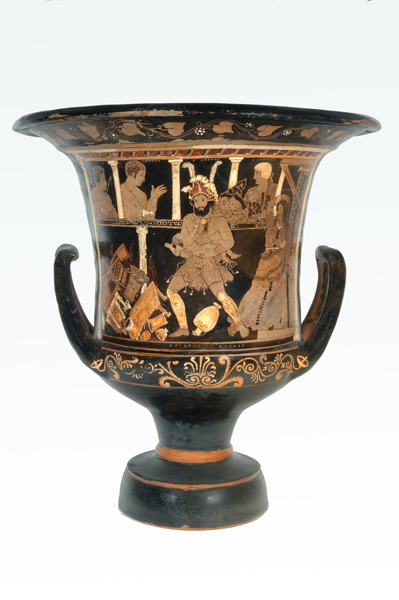
Crátera de la locura de Heracles, Museo Arqueológico Nacional de España.
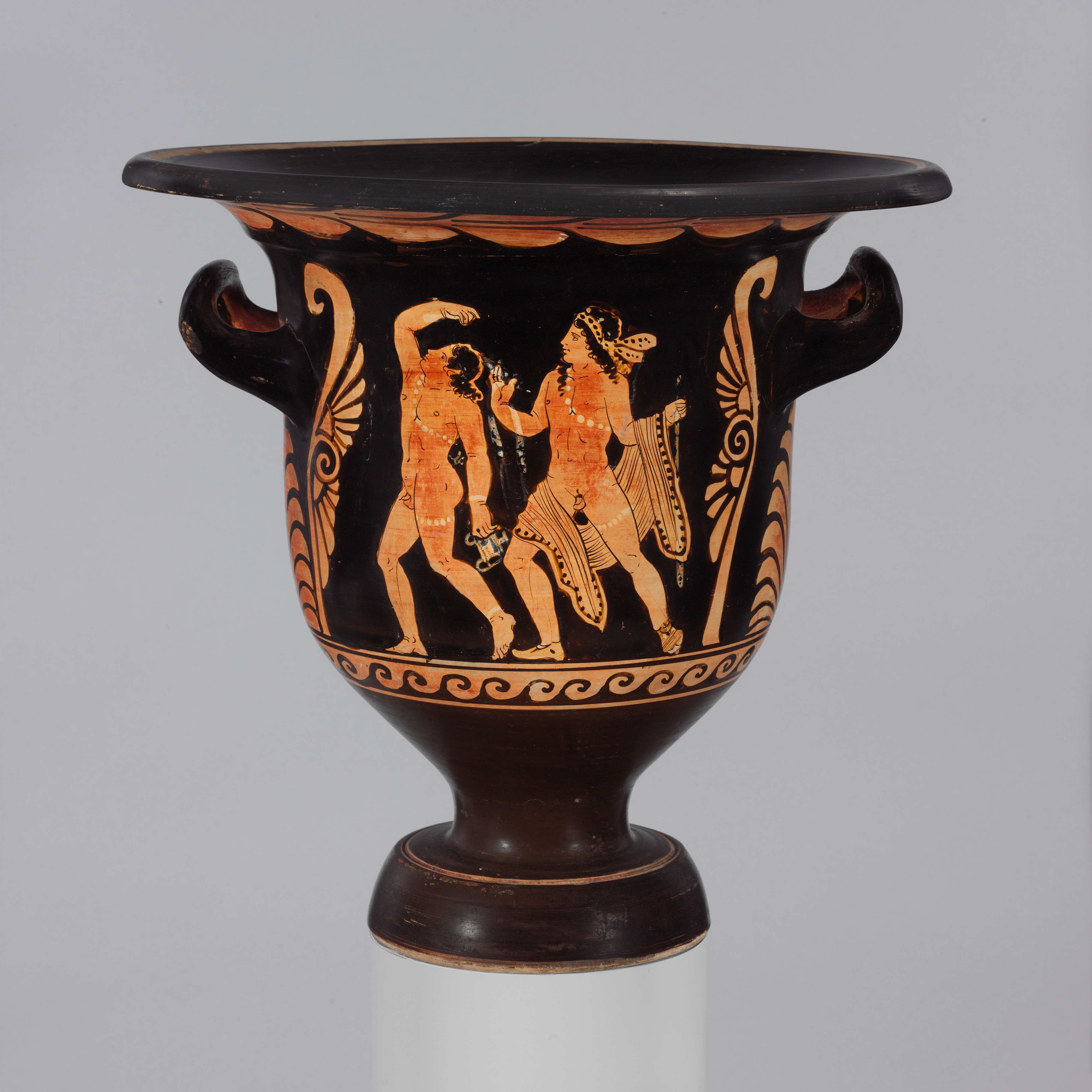
Crátera del Museo Metropolitano de Arte (inv.62.11.3).
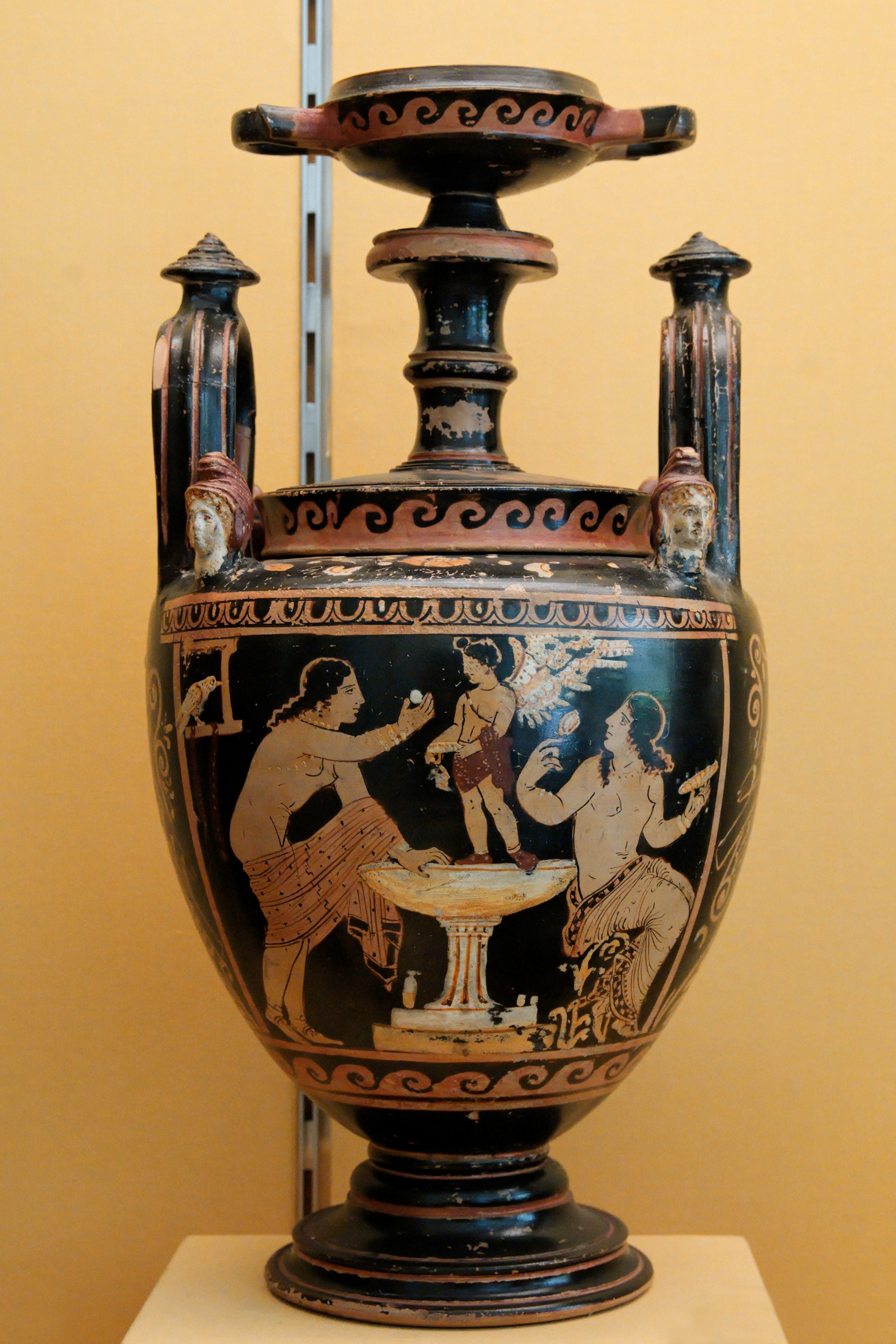
Lebes gámikos del Museo Arqueológico Nacional de España (inv.11445 (L 433).
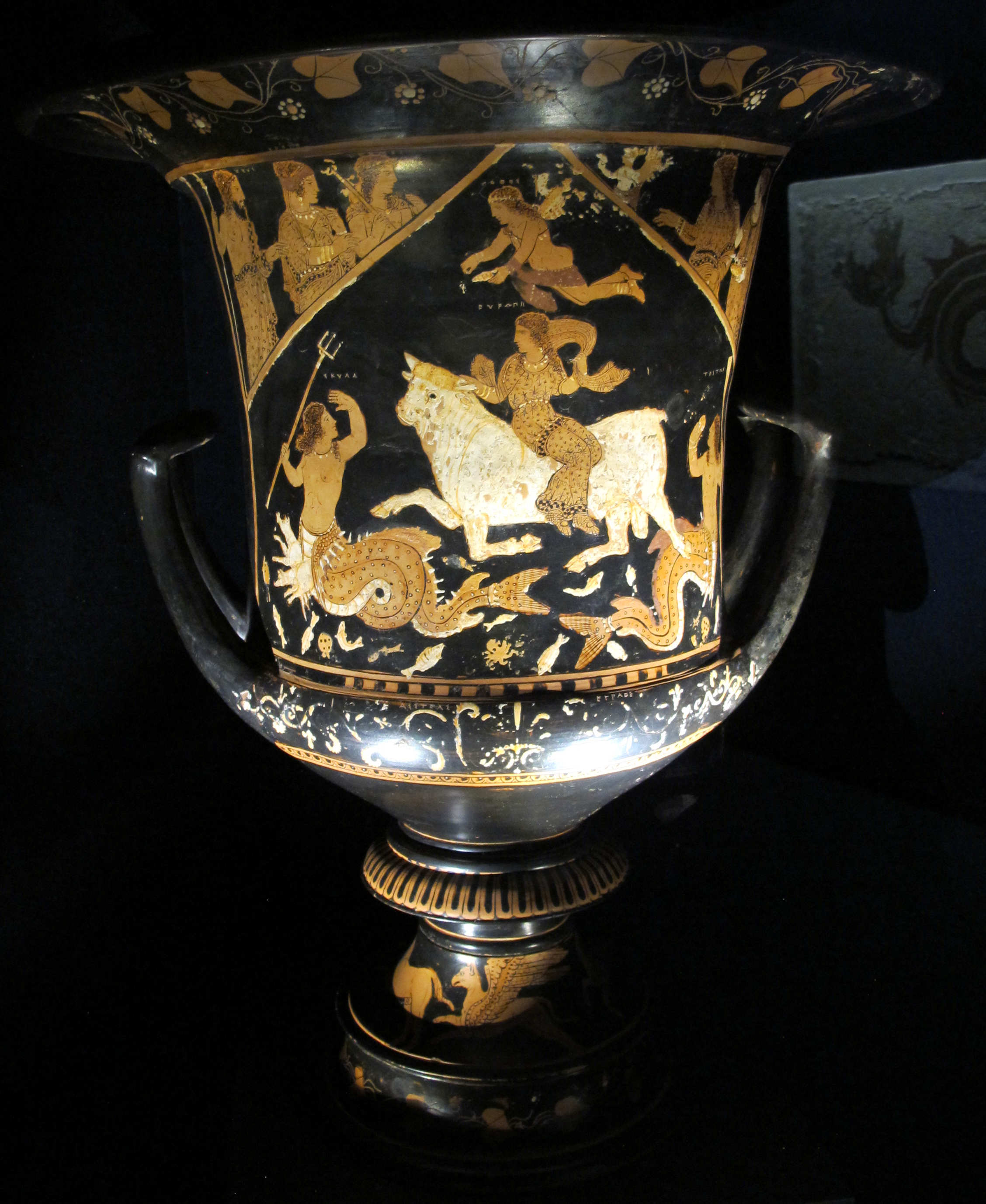
Crátera del Museo Arqueológico de Paestum.